# Rivière Malbaie
Pour les articles homonymes, voir Malbaie.

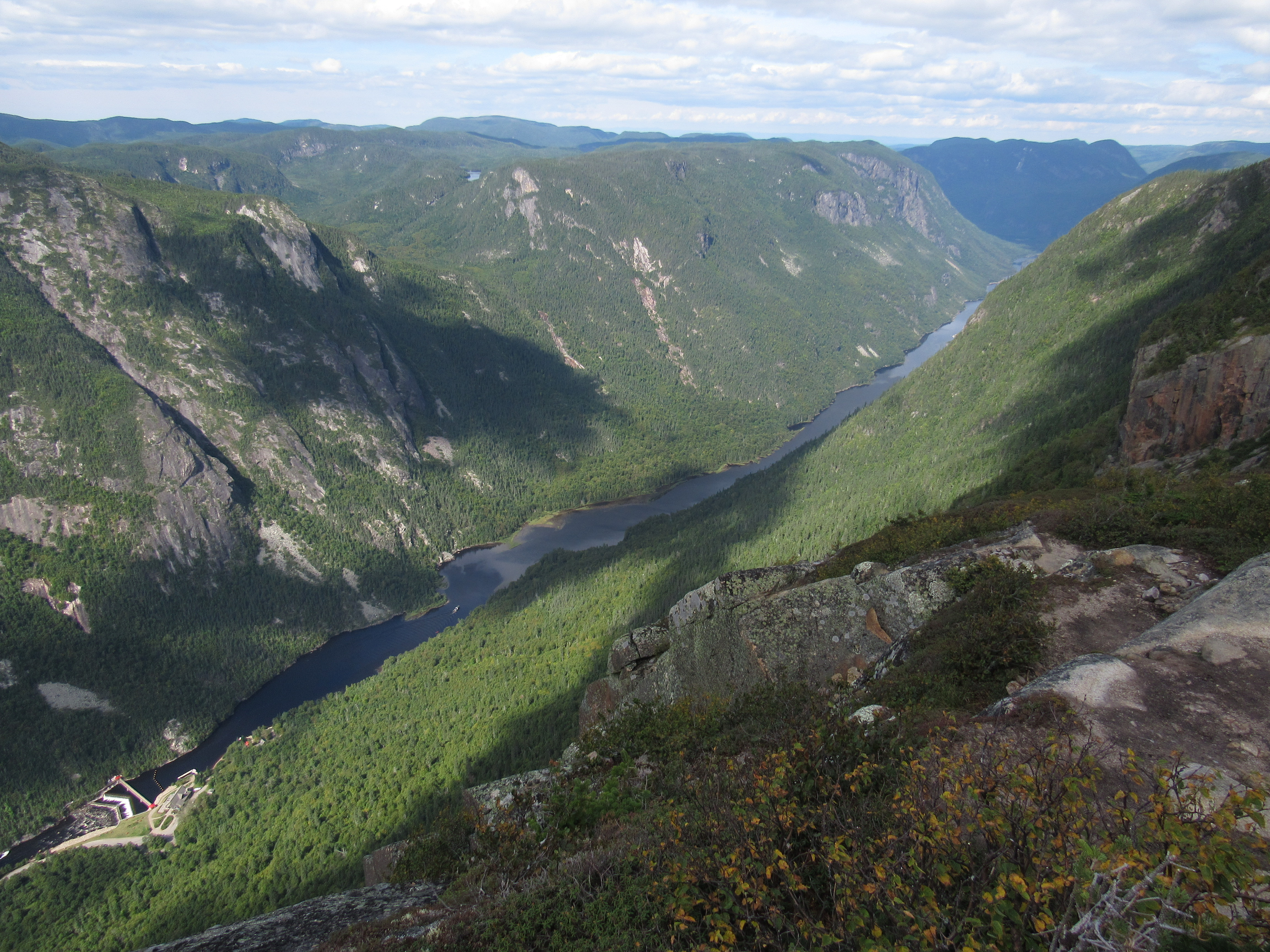
Rivière Malbaie dans le Parc national des Hautes-Gorges-de-la-Rivière-Malbaie

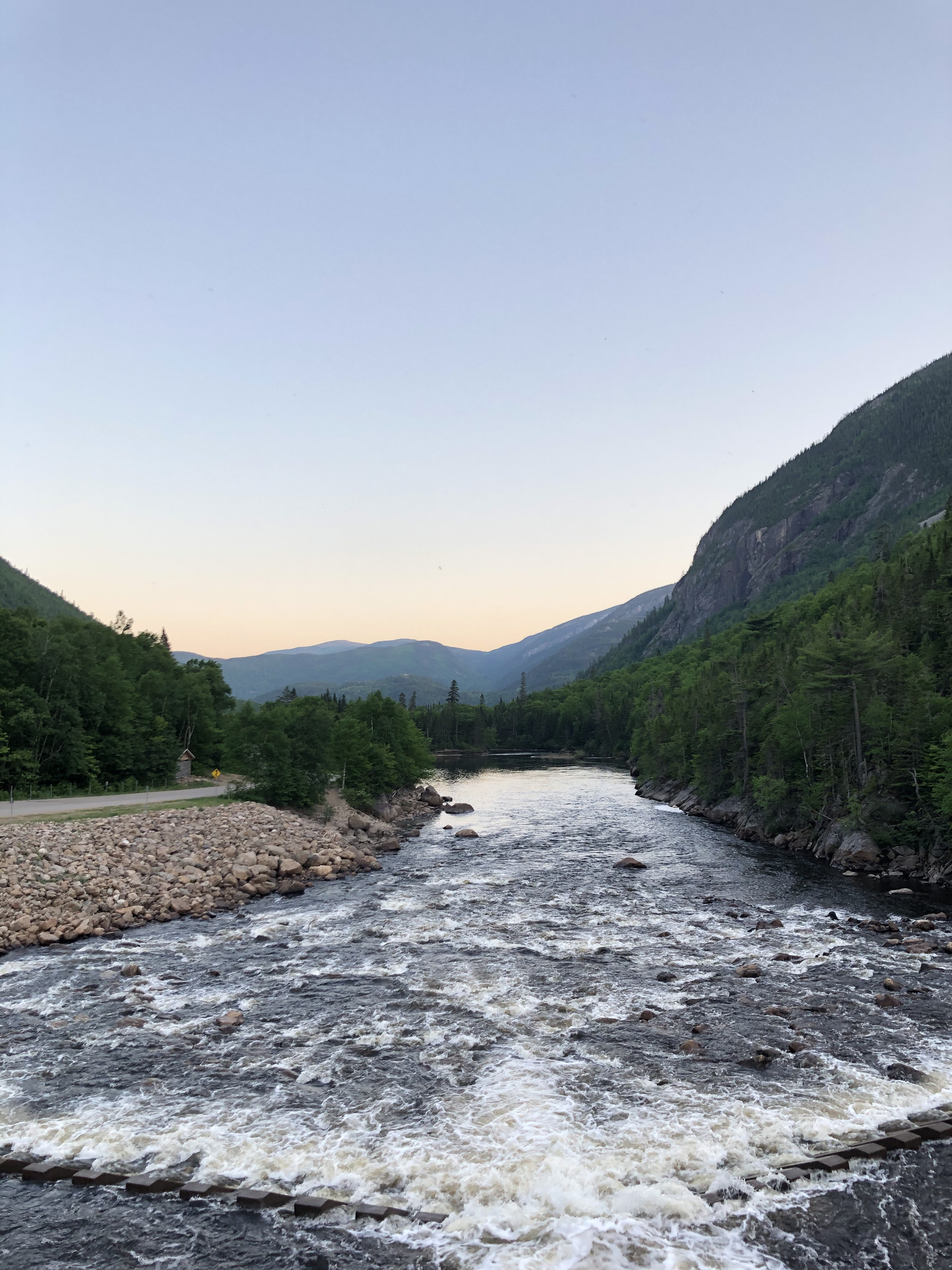
Barrage de la rivière Malbaie

La rivière Malbaie est une rivière du Québec prenant sa source dans la réserve faunique des Laurentides au nord de Québec et qui se jette dans le Saint-Laurent à La Malbaie.
Son cours traverse successivement le Grands-Jardins, la Réserve faunique des Laurentides, la Zec des Martres, le Hautes-Gorges-de-la-Rivière-Malbaie et la Zec du Lac-au-Sable. Elle serpente d'abord vers le nord-est, vers l'est, puis vers le sud-est, dans une vallée glaciaire étroite et profonde, sur 161 kilomètres et une dénivellation de 820 mètres.
Son cours forme un demi arc de cercle s'étirant vers le nord et encerclant en son centre entièrement le bassin versant de la rivière du Gouffre. Par exemple, il y a une distance de 17,1 km entre l'embouchure de la rivière des Martres et l'embouchure d'un ruisseau se déversant sur la rive est de la partie supérieure de la rivière Malbaie ; à la hauteur de cette ligne imaginaire, le cours de la rivière Malbaie s'étire vers le nord jusqu'à 10,9 km. Tandis qu'il y a une distance de 48,9 km entre l'embouchure de la rivière Malbaie et l'embouchure de la Petite rivière Malbaie laquelle se déverse sur la rive est de la partie supérieure de la rivière Malbaie ; à la hauteur de cette ligne imaginaire, le cours de la rivière Malbaie s'étire vers le nord jusqu'à 32,9 km. Son bassin versant et celui de la rivière du Gouffre forment la réserve de la biosphère de Charlevoix.
Le parc national des Hautes-Gorges-de-la-Rivière-Malbaie abrite les plus hautes falaises rocheuses de l'est du Canada. Désigné parc national (de la province de Québec) en 2000, les 233 km2 Hautes-Gorges sont la pièce maîtresse de la réserve de biosphère de l'UNESCO dans Charlevoix.

## Géographie

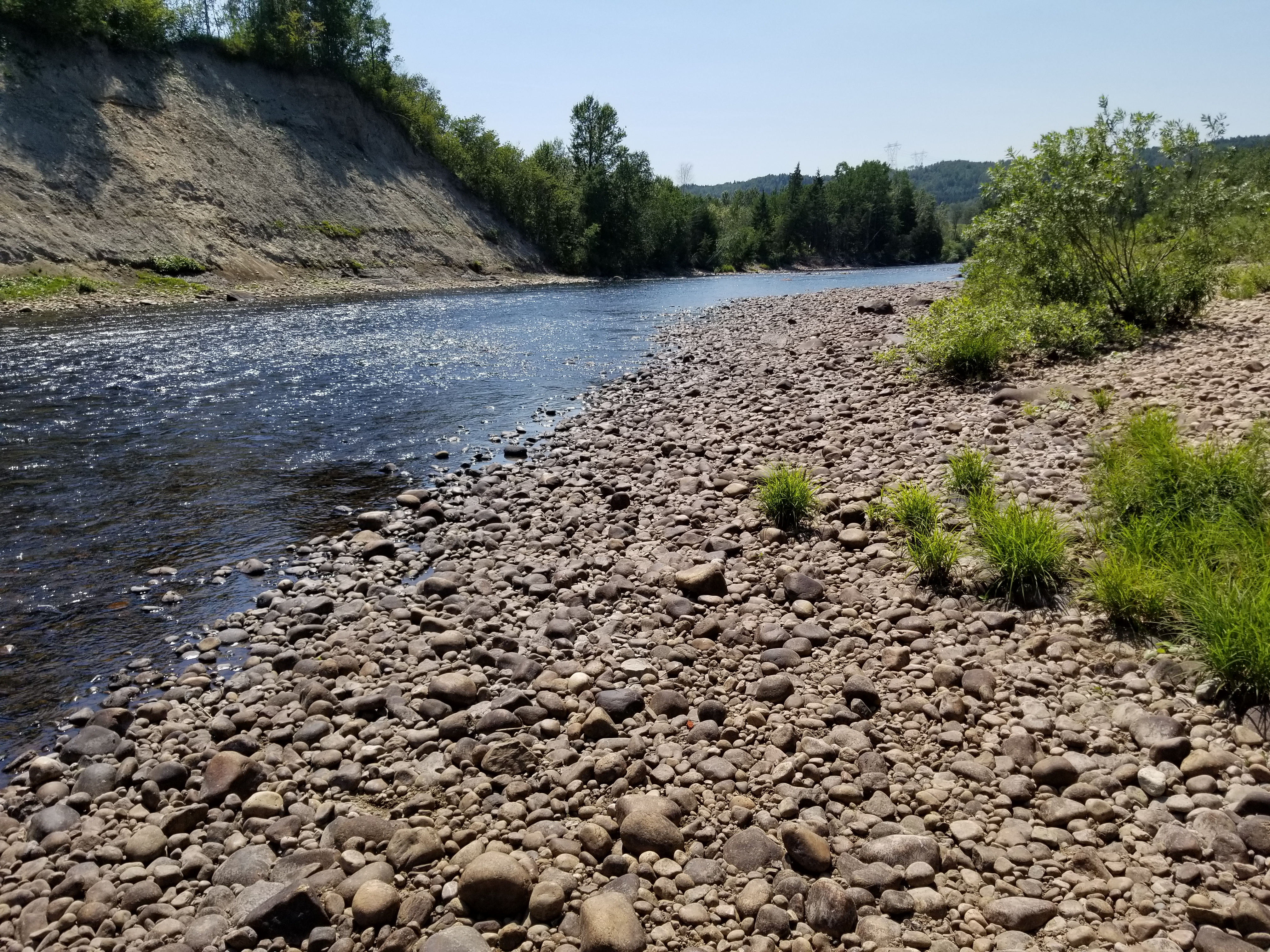
Cours de la rivière Malbaie à la hauteur de la ville de Clermont, en aval du parc municipal.

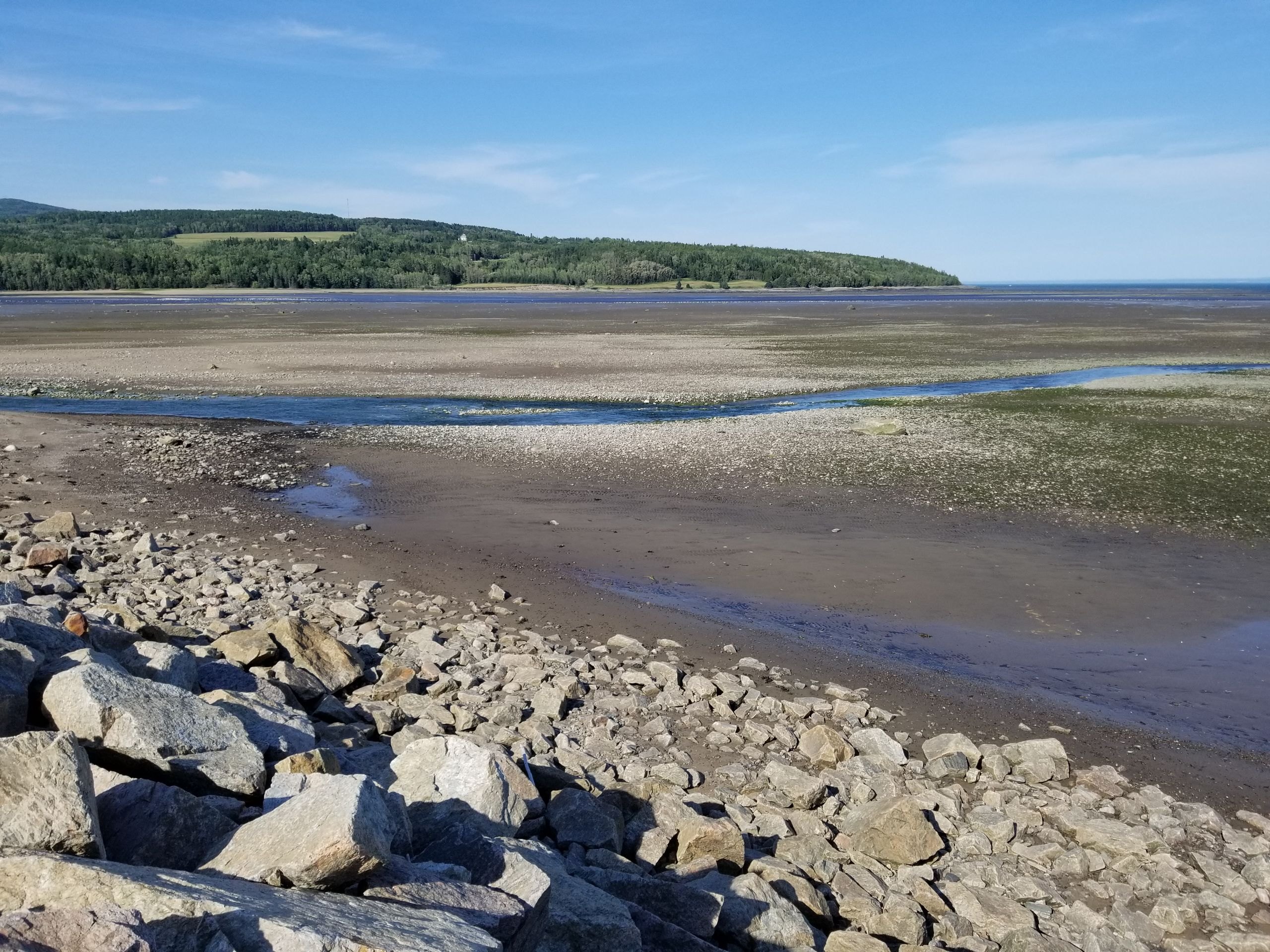
Baie à marée basse à l'embouchure de la rivière Malbaie, à La Malbaie. Cette baie reçoit aussi les eaux de la rivière Mailloux (rive ouest) et du ruisseau de la Côte à Pontage (côté est).

Le Petit lac Tristan est le lac de tête du bassin versant de la rivière Malbaie. Il se situe dans une zone marécageuse dans une petite vallée de montagnes. Il se décharge vers le nord où l'eau coule sur 1,0 km à travers des marécages jusqu'au lac Tristan (long de 1,8 km) que le courant traverse sur sa pleine longueur du sud au nord. Le décharge continue sur 3,0 km vers le nord jusqu'au lac Gamache (long de 0,86 km) que le courant traverse du sud au nord sur 0,6 km. Ce dernier lac comporte une grande île centrale.
À partir du lac Gamache, les eaux coulent vers le nord sur 1,4 km jusqu'à la décharge du lac Lamfort. De là, la rivière Malbaie descend sur 5,7 km jusqu'au lac Fradette (long de 2,5 km, orienté vers le nord-est), que le courant traverse sur sa pleine longueur. Le lac Frenette reçoit par le nord-ouest les eaux des lacs Carroll, Milton et Brunette. À partir de l'embouchure du lac Fradette, la rivière coule sur 2,4 km vers le nord-est jusqu'au lac Malbaie. Le courant de la rivière Malbaie traverse ce lac du sud au nord sur 2,3 km. La décharge du lac Malbaie est située au nord.
Cours supérieur de la rivière Malbaie en aval du lac Malbaie (segment de 53,6 km)
- 3,6 km vers le nord en recueillant la décharge du lac Saulmer (venant de l’ouest), puis bifurquant vers l’est, jusqu’à la décharge (venant du nord) d'une série de lacs dont le lac à Jack, le lac Fronsac et le petit lac à Jack ;
- 12,0 km vers le nord-est en recueillant la décharge (venant du nord-ouest) du lac des Soixante-Six, puis vers le nord, jusqu’à la confluence de la rivière des Jardins ;
- 6,0 km vers le nord en recueillant la décharge (venant du sud-est) du lac Duberger, jusqu’à la confluence de la rivière de l'Enfer ;
- 7,7 km vers le nord en recueillant la décharge (venant de l’ouest) du lac Pigeon, puis en courbant vers le nord-est en fin de segment, jusqu’à la confluence de la petite rivière Malbaie (venant de l’est) ;
- 6,1 km vers le nord en courbant vers le nord-ouest en fin de segment jusqu’à un coude de rivière correspondant à la confluence de la rivière du Chemin des Canots (venant du sud) ;
- 9,1 km vers le nord en formant quelques serpentins jusqu’à la rivière Barley (venant de l’est) ;
- 9,1 km vers le nord en recueillant le ruisseau Froid (venant de l’est) et le ruisseau des Vaches (venant de l’ouest), en formant une boucle vers le nord-est et un S, jusqu’à la confluence de la rivière à la Cruche (venant de l’ouest) ;

Cours intermédiaire de la rivière Malbaie en aval de la rivière à la Cruche (segment de 45,1 km)
- 0,7 km vers le nord-est jusqu’à la confluence de la rivière Porc-Épic (venant de l’est) ;
- 6,8 km vers le nord en formant une grande courbe vers l’est, jusqu’à la décharge (venant de l’est) du lac ;
- 4,1 km vers le nord-ouest en recueillant le ruisseau du Cran Rouge (venant du sud) jusqu’à un coude de rivière ;
- 3,4 km vers le nord-est jusqu’au ruisseau du Caribou (venant de l’est) ;
- 6,2 km vers le nord-est jusqu’au ruisseau à John (venant du nord) ;
- 6,5 km vers l’est dans une vallée encaissée en recueillant la décharge (venant du nord) du lac Plat, puis en formant une boucle vers le sud, jusqu’à un ruisseau (venant du nord) ;
- 11,7 km vers l’est dans une vallée encaissée en traversant quelques rapides en début de segment, en recueillant le ruisseau du Nord (venant du sud) et le ruisseau Scott (venant du nord), jusqu’à un coude de rivière ;
- 5,7 km vers le sud dans une vallée encaissée en traversant la section « Les Eaux-Mortes » et un élargissement de la rivière, jusqu’à la  rivière des Martres (venant de l’ouest) ;

Cours inférieur de la rivière Malbaie en aval de la rivière des Martres (segment de 22,9 km)
- 2,1 km vers le sud-est jusqu’au ruisseau des Érables (venant du sud-ouest) ;
- 6,8 km vers l’est jusqu’au ruisseau à Larouche (venant du sud), puis le nord-est, jusqu’au ruisseau du Pont (venant du nord-ouest) ;
- 4,8 km vers l’est, puis le sud en passant à l’est d’une montagne, en recueillant le ruisseau Froid (venant de l’ouest), jusqu’au ruisseau du Foulon (venant de l’ouest) ;
- 2,8 km vers le sud en formant une boucle vers l’ouest en fin de segment, jusqu’au ruisseau Rouillé (venant du sud-ouest) ;
- 6,4 km en formant un crochet de 2,1 km vers le nord, puis vers l’est, le sud-est et finalement l’est, jusqu’au ruisseau des Américains (venant du nord) ;

Cours inférieur de la rivière Malbaie en aval du ruisseau des Américains (segment de 30,9 km)
- 4,6 km vers le sud en formant une grande courbe vers l’est, en recueillant le ruisseau des Castors (venant de l’est), jusqu’au ruisseau du Pied des Monts (venant de l’ouest) ;
- 10,1 km vers le sud-est en recueillant la décharge (venant de l’ouest) du lac Long, puis vers le nord-est en serpentant, jusqu’à la décharge du lac Nairne (venant du sud) ;
- 4,3 km vers l’est en formant une grande boucle vers le nord, jusqu’à la confluence de la rivière Snigole (venant du nord-ouest) laquelle se déverse au milieu d’un lac de barrage (longueur : 1,9 km ; altitude : 59 m) ;
- 2,0 km vers l’est en traversant un petit barrage, jusqu’à la confluence de la rivière Jacob (venant du nord) ;
- 7,4 km vers l’est en formant de grandes boucles dans la ville de La Malbaie, jusqu’à la confluence de la rivière Comporté (venant du nord) ;
- 2,5 km vers l’est, jusqu’à son embouchure[4].

La rivière Malbaie se déverse au centre-ville de la Malbaie sur la rive nord-ouest de l'estuaire moyen du Saint-Laurent.

## Toponymie
En 1608, Samuel de Champlain nomme ce cours d'eau « Rivière Platte » ou « Malle Baye ». Après la conquête anglaise, les seigneuries de Mount Murray et Murray Bay, ce qui fait que les anglophones ont longtemps nommé cette rivière Murray River. Avec le temps, rivière Malbaie finit par s'imposer.
Champlain nomme la baie « Malbaie » au sens de mauvaise du fait qu'à marée basse cette dernière s'assèche et que les embarcations s'échouent. Quant à « Murray », il doit son nom à James Murray, premier gouverneur de la province de Québec, lequel concéda deux seigneuries à l'embouchure de la rivière.